# 빌라마냐
빌라마냐(이탈리아어: Villamagna)는 이탈리아 아브루초주 키에티도에 있는 코무네이다.